# Антропофаг (фильм)
«Антропофаг» (итал. Antropophagus) — фильм ужасов Джо Д'Амато 1980 года.
Фильм был показан в 2006 году во Французской синематеке.

## Сюжет
Американские студенты планируют совершить прогулку на яхте по островам Эгейского моря. В порту Афин они встречают миловидную девушку Джули, которая просит доставить её на остров, где она работает в качестве воспитательницы. Это место Джули описывает как рай. Туристы с энтузиазмом принимают её предложение, однако в плавании Кэрол, одна из туристок, после изучения расклада Таро, приходит в ужас.
По прибытии на остров молодые люди очарованы пейзажем, однако удивлены отсутствием людей. Часть туристов уходит в местный городок, а беременная Мэгги, подвернувшая ногу, остаётся на яхте. Однако и в городе никого не оказывается. Вернувшись к пирсу, студенты замечают, что яхта отошла от берега. Поняв, что до утра ничего сделать не получится, они отправляются в дом, принадлежащий работодателям Джули. Там они находят слепую девочку Ариэль — воспитанницу Джули, которая в панике повторяет о некоем человеке, от которого пахнет кровью. Именно он убил родителей Ариэль и других жителей города.
Вскорости маньяк появляется собственной персоной. В результате блужданий по острову молодые люди выясняют, что это бывший землевладелец, который после кораблекрушения на собственной яхте убил жену и, видимо, вкусил её плоти. Затем та же участь постигла и остальных жителей острова. Впрочем, это знание мало чем помогает потенциальным жертвам, тем более, что они словно сами стремятся помочь маньяку, разбиваясь на всё более и более мелкие группы…
В финале Джули остаётся один на один с маньяком в его бывшем особняке. Её спасает другой оставшийся в живых студент-медик, который разрубает киркой переднюю брюшную стенку убийцы. Тот в экстазе хватает зубами свои кишки и умирает.

## В ролях
- Тиза Фэрроу — Джули
- Саверио Валлоне — Энди
- Серена Гранди — Мэгги
- Маргарет Мадзантини — Генриетта (Рита)
- Марк Бодин — Даниэль
- Боб Ларсен — Арнольд
- Рубина Рей — Ирина Караманлис
- Симона Бэйкер — первая жертва
- Марк Логан — вторая жертва
- Джордж Истмен — Никос Караманлис, маньяк
- Зора Керова — Кэрол